# بودیساوا
بودیساوا (به صربی: Budisava) یک روستا در صربستان است که در استان خودمختار وویوودینا واقع شده‌است. بودیساوا ۱۴٫۷۹ کیلومتر مربع مساحت و ۳٬۸۲۵ نفر جمعیت دارد.